# Hideaki Ohba
Hideaki Ohba (o Ōba) (romanización de 大場秀章 ( 1943) es un botánico, y pteridólogo japonés. Fue curador y ha sido director del Jardín Botánico Koishikawa. Es coautor de la Flora de China, y de Japón.

## Algunas publicaciones

### Libros
- Iwatsuki, k, t Yamazaki, de Boufford, h Ohba, edits. 1993. Flora of Japan. Vol. IIIa, Angiospermae, Dicotyledoneae, Sympetalae (a). viii + 496 pp. Kodansha, Ltd. Tokio

- Iwatsuki, k, t Yamazaki, de Boufford, h Ohba, editores. 1993. Flora of Japan. Vol. IIIa, Angiospermae, Dicotyledoneae, Sympetalae (a). viii + 496 pp. Kodansha, Ltd. Tokio

- Iwatsuki, k, t Yamazaki, de Boufford, h Ohba, editores. 1995. Flora of Japan. Vol. IIIb, Angiospermae, Dicotyledoneae, Sympetalae (b). xiii + 181 pp. Kodansha, Ltd. Tokio

- Iwatsuki, k, t Yamazaki, de Boufford, h Ohba, editores. 1995. Flora of Japan. v. I, Pteridophyta and Gymnospermae. xv + 302 pp. Kodansha, Ltd. Tokio

- Ōba, h; samal bahadur Malla. 1999. The Himalayan Plants, vv. 1-2-3 n.º 31 de Bull. (Tōkyō Daigaku. Sōgō Kenkyū Shiryōkan). 174 pp. ISBN 4-13-068143-5

## Honores
- 2006: profesor emérito de la Universidad de Tokio
- La abreviatura «H.Ohba» se emplea para indicar a Hideaki Ohba como autoridad en la descripción y clasificación científica de los vegetales.[2]